# فرودگاه موهاک ولی
فرودگاه موهاک ولی (به انگلیسی: Mohawk Valley Airport) یک فرودگاه همگانی بهره‌برداری هوایی است که یک باند فرود چمن دارد و طول باند آن ۵۶۱ متر است. این فرودگاه در کشور ایالات متحده آمریکا قرار دارد و در ارتفاع ۷۳ متری از سطح دریا واقع شده‌است.